# マラカイト (曲)
「マラカイト」は、ジンの2枚目のシングル。

## 概要
2006年11月22日に発売された。
大地と自然、特に草原の広大さに構想を練られたシングル初のロックバラードであり、ライブのMCでは「緑の歌」とも称されている。
カップリングに収録されている「片瞑り」は、ミニアルバム『言錆の樹』のボーナストラックに収録されているが、これにファンの問い合わせが殺到したため、このシングルに正式に収録されることになったという。ちなみに再収録に伴ってAメロの最後からBメロの部分にかけて大幅に書き直された。また、アルバム『レミングス』収録バージョンはアウトロのSE部分が長く収録されている。
ちなみにタイトルの「マラカイト」とは孔雀石のことである。これは、ひぃたんが本を読んでいるときに載っていたマラカイトグリーンの色に魅了されたことに由来してタイトルがつけられた。

## 収録曲
全作詞・作曲・編曲：ジン
1. マラカイト
  - テレビ朝日系『草野☆キッド』エンディングテーマ
  - ポケメロJOYSOUND TVCMソング
2. もしも
3. 片瞑り